# Astragalus autranii
Astragalus autranii là một loài thực vật có hoa trong họ Đậu. Loài này được Bald. miêu tả khoa học đầu tiên.